# Teatre Cuvilliés

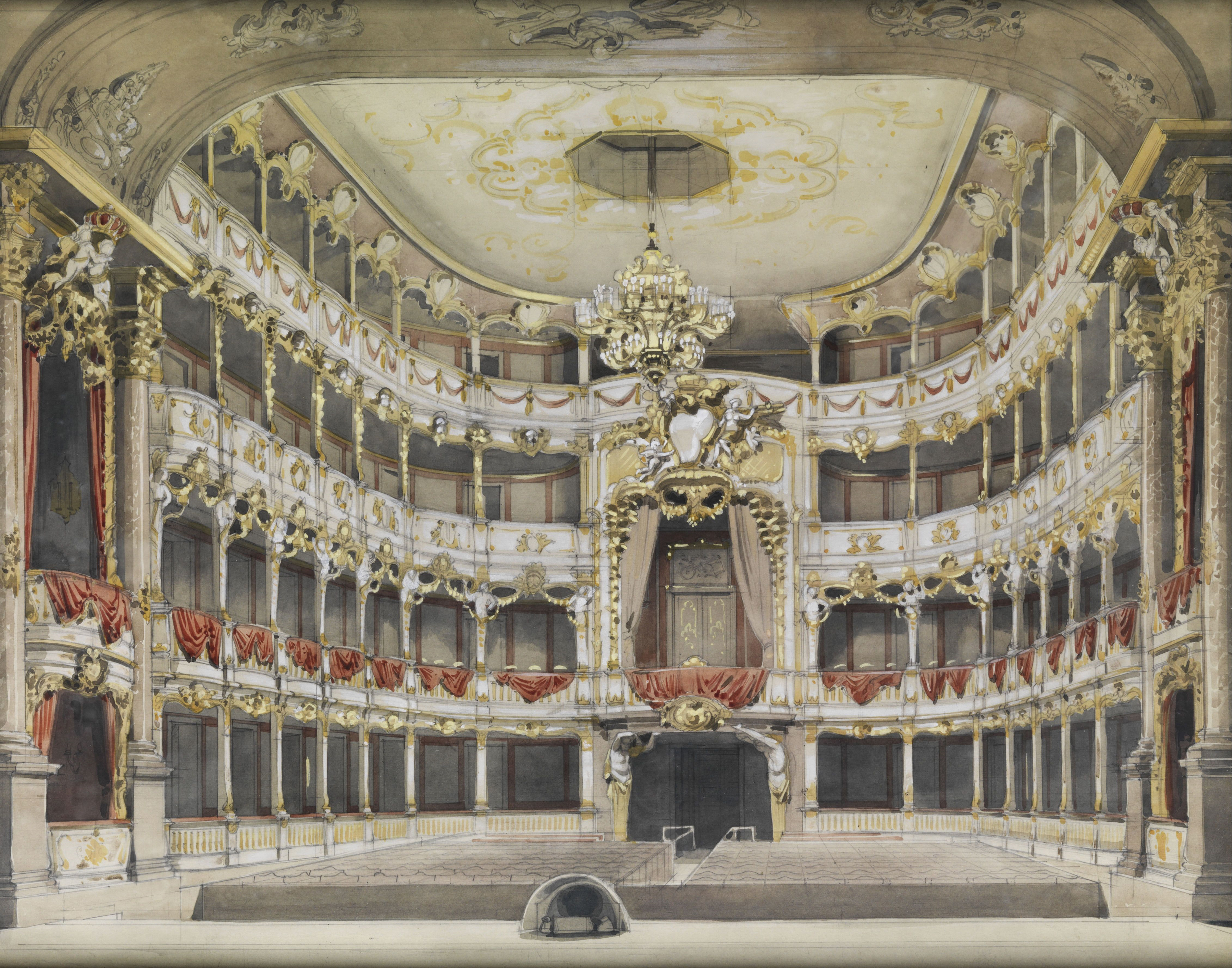
Interior del teatre al segle XIX

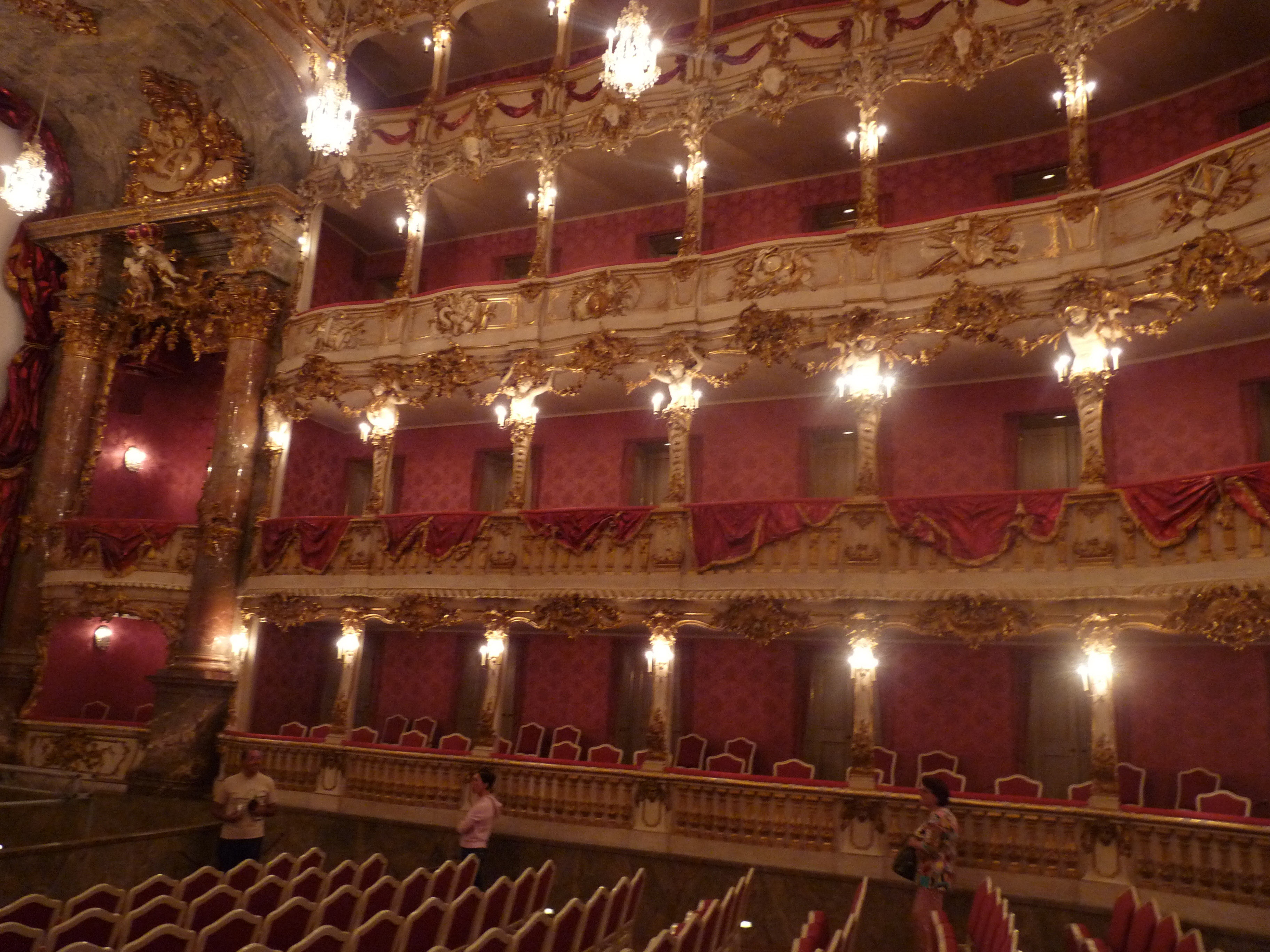
Interior, 2009

El Teatre Cuvilliés (en alemany Altes Residenztheater) és un petit teatre rococó situat dins del palau de la residència de Múnic, Alemanya, considerat una de les joies del barroc teatral.

## El teatre
Encarregat per l'elector Maximilià III Josep de Baviera com la nova casa d'òpera, va ser edificat per l'arquitecte francès François de Cuvilliés el vell (1695-1768) entre 1751 i 1755, i per això se'l coneix per aquest nom. Al principi estava reservat exclusivament per a membres de la cort.
Originalment situat dins de l'actual Neues Residenz Theater, va ser desarmat el 1943 durant la Segona Guerra Mundial per evitar la seva total destrucció pels bombardejos, que van destruir l'Òpera Estatal de Baviera (Teatre Nacional de Múnic) el 18 de març de 1944. Va ser traslladat a una altra ala del palau de la Residència i van sobreviure els tallats en fusta, encara que es va perdre la cúpula pintada per Johann Baptist Zimmermann.
A la sala s'han dut a terme les estrenes d'Idomeneo (1781) de Mozart i Abu Hassan (1811) de Weber.
El 1973 Luchino Visconti hi va rodar escenes de Ludwig.
Va ser renovat i reobert l'any 2008.